# 김정겸 (뮤지컬 배우)
김정겸(1986년 12월 17일 ~ )은 대한민국의 뮤지컬 배우다.

## 방송
- 더블 캐스팅 (2020) - Top44

## 공연
- 라보엠 (2012)
- 사운드 오브 뮤직 (2013)
- 썸머 스노우 (2013)
- 파리넬리 (2015)
- 제14회 의정부음악극축제 - 파리넬리 (2015)
- 만추 (2015)
- 엘리자벳 (2018)
- 마리 앙투아네트 (2019)

## 수상
- KB국민은행 주최 ‘나도 뮤지컬 스타다’ 락스타상 (2012)